# Drienica
Drienica (in tedesco Schomdorf, in ungherese Felsősom) è un comune della Slovacchia facente parte del distretto di Sabinov, nella regione di Prešov.

## Storia
Fondato nel XIII secolo presumibilmente da coloni tedeschi che vi introdussero il diritto germanico, nel 1343 appartenne ai Signori di Svinia e poi ai Méry. Nel XIV secolo passò ai Cudar e nel 1544 alla città di Bardejov. La località venne poi acquistata dai nobili Bornemissa e infine entrò a far parte del comune di Malý Šebeš.